# Carlo Buonaparte
Carlo Maria Buonaparte (Ajaccio (Còrsega), 27/29 de març del 1746 – Montpeller, 24 de febrer de 1785) va ser un advocat i polític que va servir com a assistent personal del líder revolucionari Pasquale Paoli i més tard com a representant de Còrsega a la cort de Lluís XVI.
El seu fill Napoleó va aconseguir coronar-se Emperador de França, concedint diversos títols nobiliaris a germans seus. Dels seus fills destaquen Napoleó Bonaparte i Josep Bonaparte.

## Joventut
Va néixer a Ajaccio, Còrsega, el més jove de tres fills. El seu pare Giuseppe Buonaparte havia representat Ajaccio al consell de Corti el 1749.
Inicialment va seguir les passes del seu pare i va estudiar dret a la Universitat de Pisa. Després de rebre una quantiosa herència de la mort del seu pare va deixar la carrera per casar-se amb Maria Letizia Ramolino. Els dos eren de la noblesa corsa i molt joves quan es van casar (Carlo tenia disset anys i la Maria catorze).
El seu casament és a vegades vist com un matrimoni de conveniència econòmica. Maria va portar amb ella un dot de 31 hectàrees, incloent-hi un molí i un forn que proporcionaven unes 10.000 lliures anuals.

## Conquesta francesa
Durant un temps després del seu matrimoni a Ajaccio el juny de 1764, va treballar com a secretari i assistent personal de Pasquale Paoli. Va tenir un fill, Napoleone, que va morir en la infància el 1765, com va fer una altra filla.
Paoli va enviar-lo a Roma per negociar amb el Papa Climent XIII el 1766. Aparentment havia gaudit la seva estada a Roma fins que es va veure forçat a tornar a Còrsega el 1768 per raons desconegudes - encara que possiblement havia mantingut relacions amb una dona casada.
Quan va tornar, la República de Gènova havia ofert Còrsega a Lluís XV de França com a pagament d'un deute. Els francesos estaven ansiosos per obtenir l'estratègica illa per protegir les seves pròpies costes i Gènova igualment volia que França aturàs les pretensions independentistes corses a l'alça. Buonaparte va destacar per realitzar un fervent discurs contra la invasió francesa.
La tensió política es va succeir quan França va aconseguir el control de Còrsega, llavors alguns seguidors de Pasquale Paoli van haver de fugir a les muntanyes. Buonaparte i la seva família, que van tenir un nadó anomenat Giuseppe, el primer nen a sobreviure durant la infància, hi estaven inclosos.
La família finalment va tornar a la ciutat, on la muller de Buonaparte va donar a llum un tercer fill, un altre Napoleone, a l'interior de la catedral d'Ajaccio.
Després de la conquesta francesa, Carlo Buonaparte va passar a formar part del nou govern. Va ser nomenat Assessor de la Reial Jurisdicció d'Ajaccio i dels districtes veïns el 20 de setembre de 1769. Després d'això es doctorà en dret a la Universitat de Pisa el 27 de novembre de 1769.

## Ascensió al protagonisme
L'abril del 1770 l'administració francesa va crear una Ordre Corsa de la Noblesa. Es va convertir en advocat del Consell Superior de Còrsega l'11 de desembre del 1769 i en Procurador Substitut del Rei de França a Ajaccio l'octubre del 1770.
Carlo obtingué també el títol de "Noble Patrici de la Toscana" (Nobile Patrizio di Toscana) des del 1769 gràcies al permís de l'Arquebisbat de Pisa a causa de la seva ascendència.
Va tenir la seva noblesa confirmada el 13 de setembre del 1771. Es va convertir en Assessor de la Reial Jurisdicció d'Ajaccio el febrer del 1771, Diputat de la Noblesa als Estat Generals de Còrsega el 13 de setembre del 1771, Membre del Consell dels Dotze Nobles de Dila (Còrsega Oest) el maig del 1772, Diputat de la Noblesa corsa a la Reial Cort Francesa el Juliol del 1777 i finalment fou nomenat Representant de Còrsega a la Cort de Lluís XVI de França el 1778.
Tot i que va ser honorat amb diversos títols, la insatisfacció natural de Buonaparte el va portar a embarcar-se en aventures perilloses. Va realitzar diverses reclamacions de terres i diners mitjançant mètodes legals, però el seu èxit va ser limitat i va gastar els seus diners ràpidament. La seva aparent afició pel joc va empitjorar-ne les dificultats financeres.
El 1782 Buonaparte estava començant a afeblir-se i estava patint per un constant dolor. Va viatjar a Montpeller per buscar un tractament mèdic adequat, però res no es pogué fer davant del que semblava un càncer d'estómac. Carlo Buonaparte va morir el 24 de febrer del 1785, i mitjançant la seva facilitat per gastar va deixar la seva família en un estat econòmicament penós. Tot i això, Napoleó I va mantenir la família durant el seu regnat. Jérôme Bonaparte va néixer només tres mesos abans de la seva mort.

## Fills
Carlo Buonaparte i Maria Letizia Ramolino van tenir tretze fills. Vuit dels fills van sobreviure després de la infància.
1. Napoleone (1764/1765 – 17 d'agost 1765).
2. Maria Anna (3 de gener del 1767 – 1 de gener del 1768).
3. Josep Bonaparte (7 de gener del 1768 – 28 de juliol del 1844).
4. Napoleó (15 d'agost del 1769 – 5 de maig del 1821).
5. Maria Anna Buonaparte (1770)
6. Maria Anna (14 de juliol del 1771 – 23 de novembre del 1771).
7. Un nadó mort petit
8. Lucien (21 de maig del 1775 – 29 de juny del 1840).
9. Elisa (13 de gener del 1777 – 7 d'agost del 1820).
10. Louis (2 de septembre del 1778 – 25 de juliol de 1846).
11. Pauline (20 d'octubre del 1780 – 9 de juny del 1825).
12. Caroline (24 de març del 1782 – 18 de maig del 1839).
13. Jérôme (15 de novembre del 1784 – 24 de juny del 1860).